# (9737) Dudarova
(9737) Dudarova est un astéroïde de la ceinture principale.

## Description
(9737) Dudarova est un astéroïde de la ceinture principale. Il fut découvert le 29 septembre 1986 à Naoutchnyï par Lioudmila Karatchkina. Il présente une orbite caractérisée par un demi-grand axe de 2,46 UA, une excentricité de 0,18 et une inclinaison de 11,3° par rapport à l'écliptique.

## Dénomination
L'astéroïde a été dénommé en l'honneur de Veronika Borisovna Doudarova, chef d'orchestre soviétique et russe.

## Compléments